# Haseki Sultan
Haseki Sultan (en turc: Haseki Hürrem Sultan Külliyesi, també conegut com a Hürrem Sultan) és un conjunt, i una mesquita imperial otomana, construït en el segle xvi al districte de Fatih d'Istanbul, Turquia. Es tracta del primer projecte reial dissenyat per l'arquitecte imperial en cap Mimar Sinan.

## Història
El conjunt de la mesquita, el va encarregar Haseki Hürrem Sultan, l'esposa del soldà otomà Solimá el Magnífic. S'havien casat al voltant del 1526 i és probable que utilitzàs el seu dot per a finançar el projecte. L'arquitecte Mimar Sinan en dissenyà els edificis. Era el seu primer projecte imperial i potser alguns elements n'estiguessen planejats pel seu predecessor.
El conjunt incloïa una mesquita de divendres, un menjador comunitari (imaret), una madrassa, una escola primària (mektep) i un hospital (darüssifa). Es va construir en etapes als dos costats d'un carrer estret. La mesquita s'acabà el 1538-39 (hègira: 945), la madrassa un any després, i la cuina el 1540-41 (hègira: 947). L'hospital es conclogué al 1550-51(hègira: 957).

## Descripció
La mesquita s'edificà amb filades alternants de pedra i rajola i té un minaret d'una sola galeria. El pòrtic té cinc arcs amb cinc petites cúpules sostingudes per sis columnetes de marbre. Al principi la sala d'oració estava coberta amb una cúpula d'11,3 m de diàmetre. Entre el 1612 i 1613, durant el regnat d'Ahmet I, la mesquita s'amplià. S'hi afegí una segona cúpula i es va duplicar la grandària de la sala d'oració. Les decoracions pintades sobre la cúpula no són originàries. A diferència de la madrassa i el menjador de beneficència, la mesquita no té taulells de corda seca. 
L'hospital alberga un pati octogonal i és l'únic edifici en tot el conjunt fet amb carreu. La inscripció en pedra tallada que hi ha sobre l'entrada des del carrer és un cronograma en turc amb la data de construcció. La madrassa té forma de O al voltant d'un pati central amb 16 cel·les petites i una sala de conferències. El menjador comunitari també rodeja un pati. Les cuines a l'extrem nord tenen quatre fumerals octogonals. Un llibre de comptabilitat que encara sobreviu mostra que al principi n'hi havia plafons en lluneta amb taulells sobre sis finestres.
El conjunt es restaurà entre el 2010 i 2012.

## Galeria d'imatges

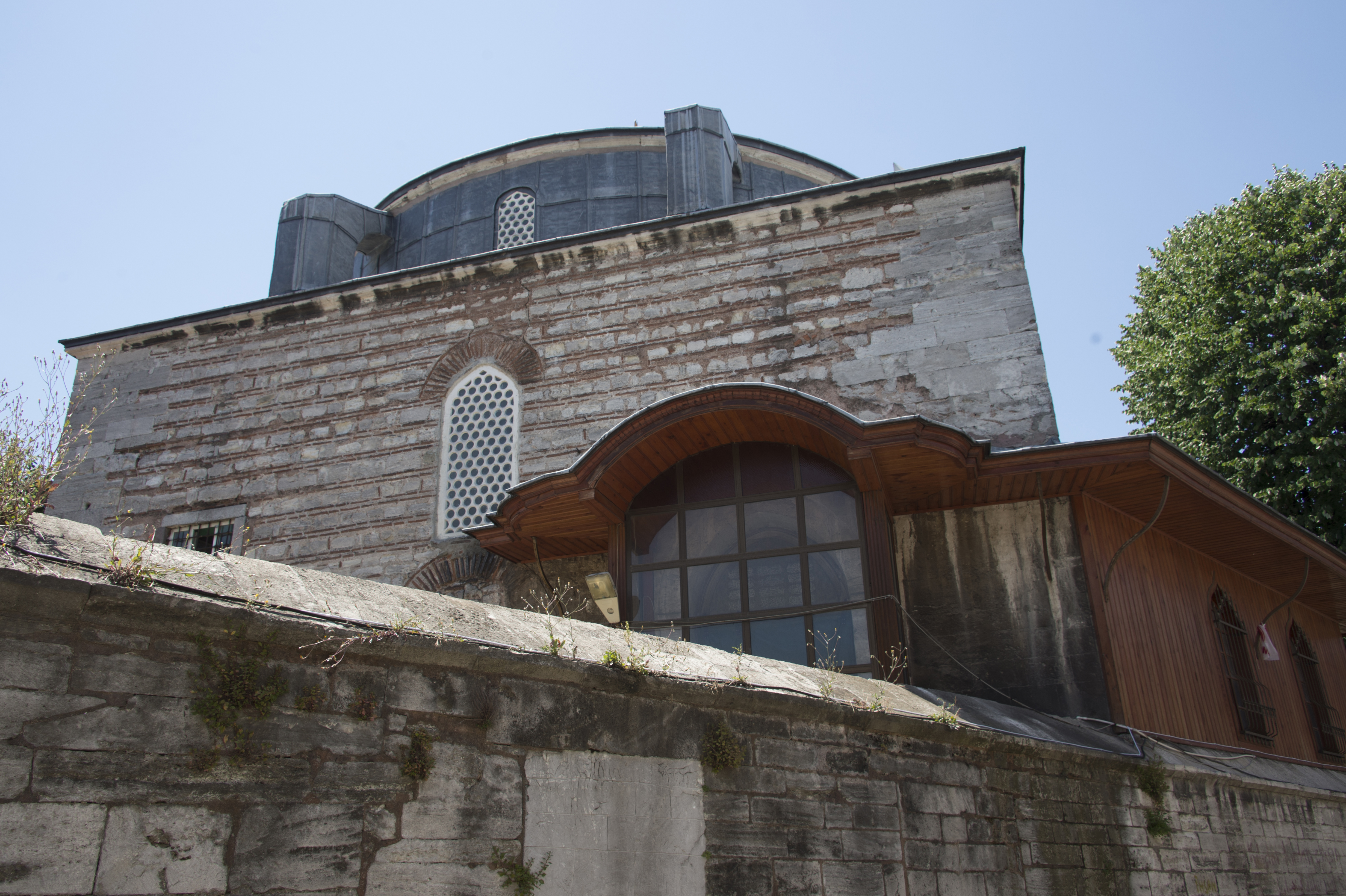
Mesquita Haseki des del carrer
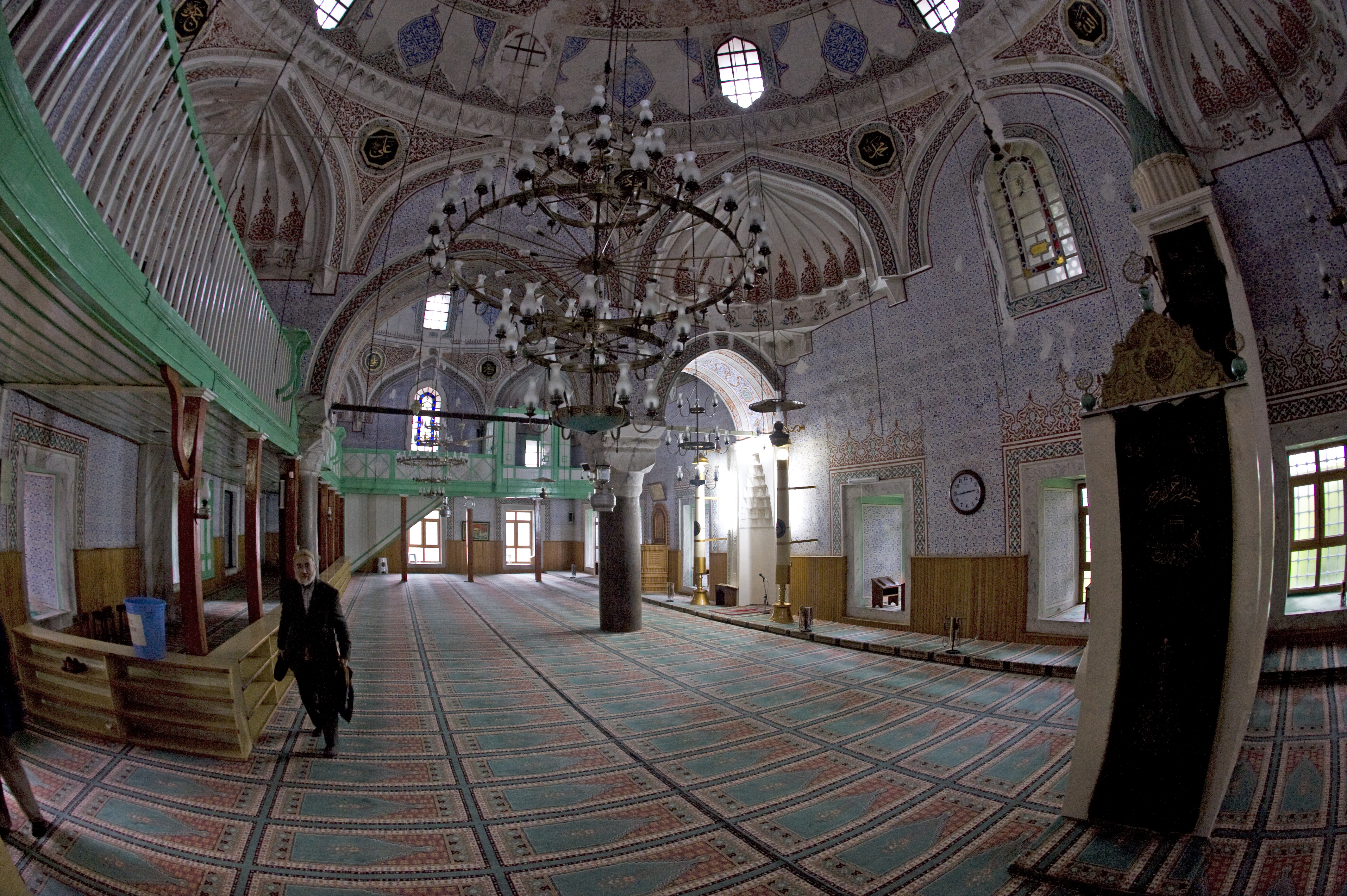
Perspectiva general de la Mesquita Haseki
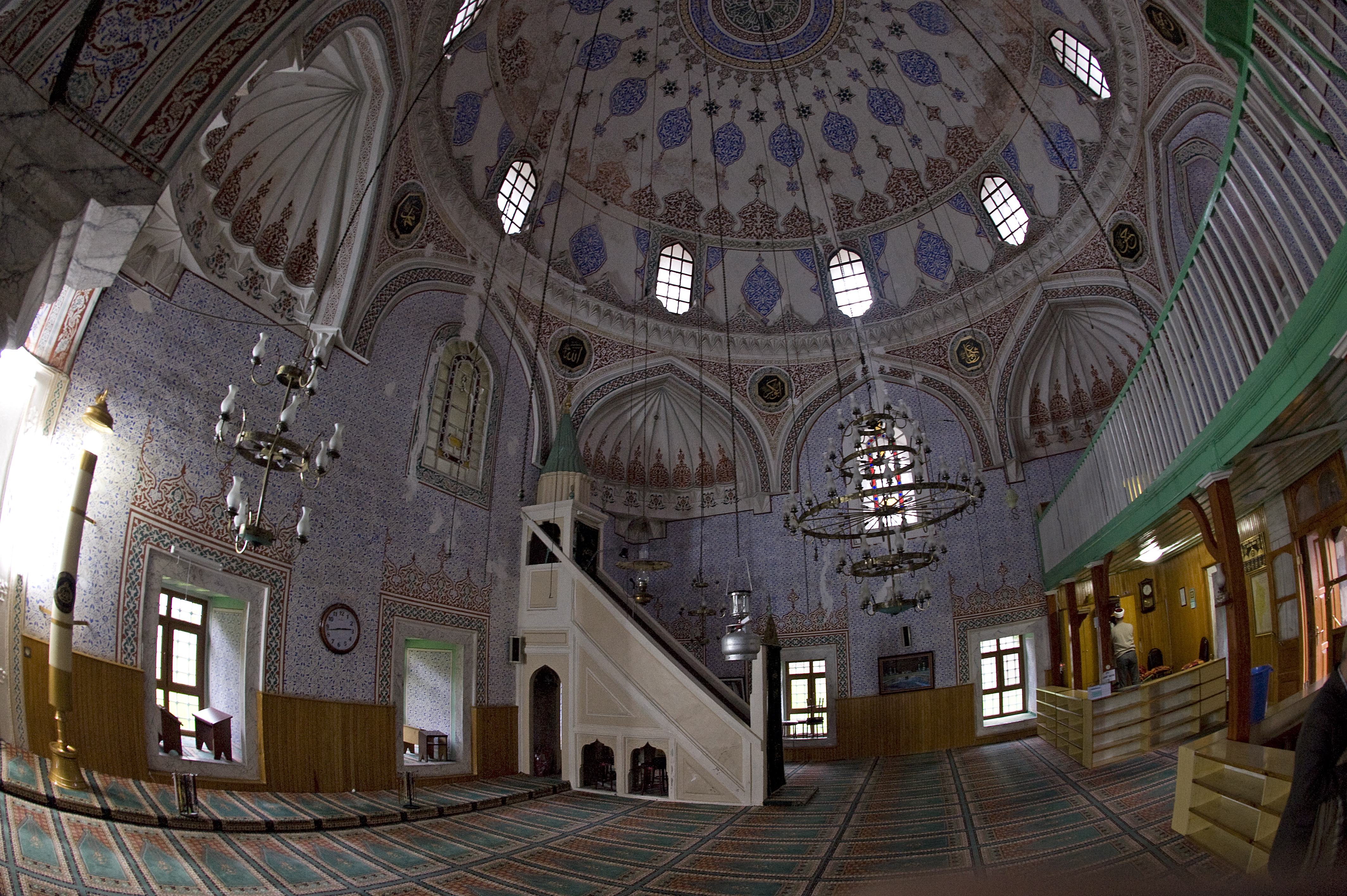
Part original de la Mesquita Haseki
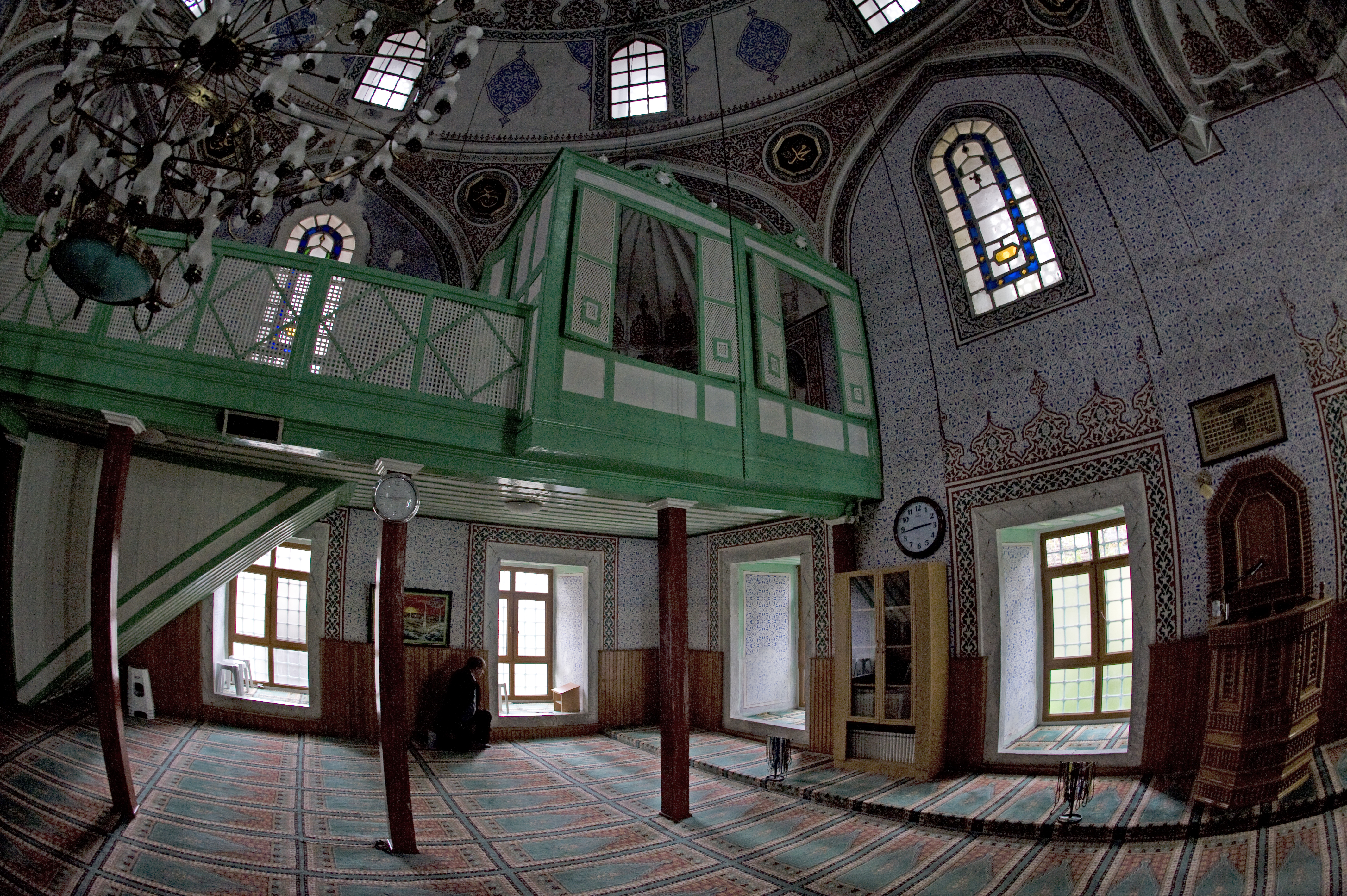
Part afegida de la Mesquita Haseki amb un hünkar mahfili (àrea reservada al soldà i família)
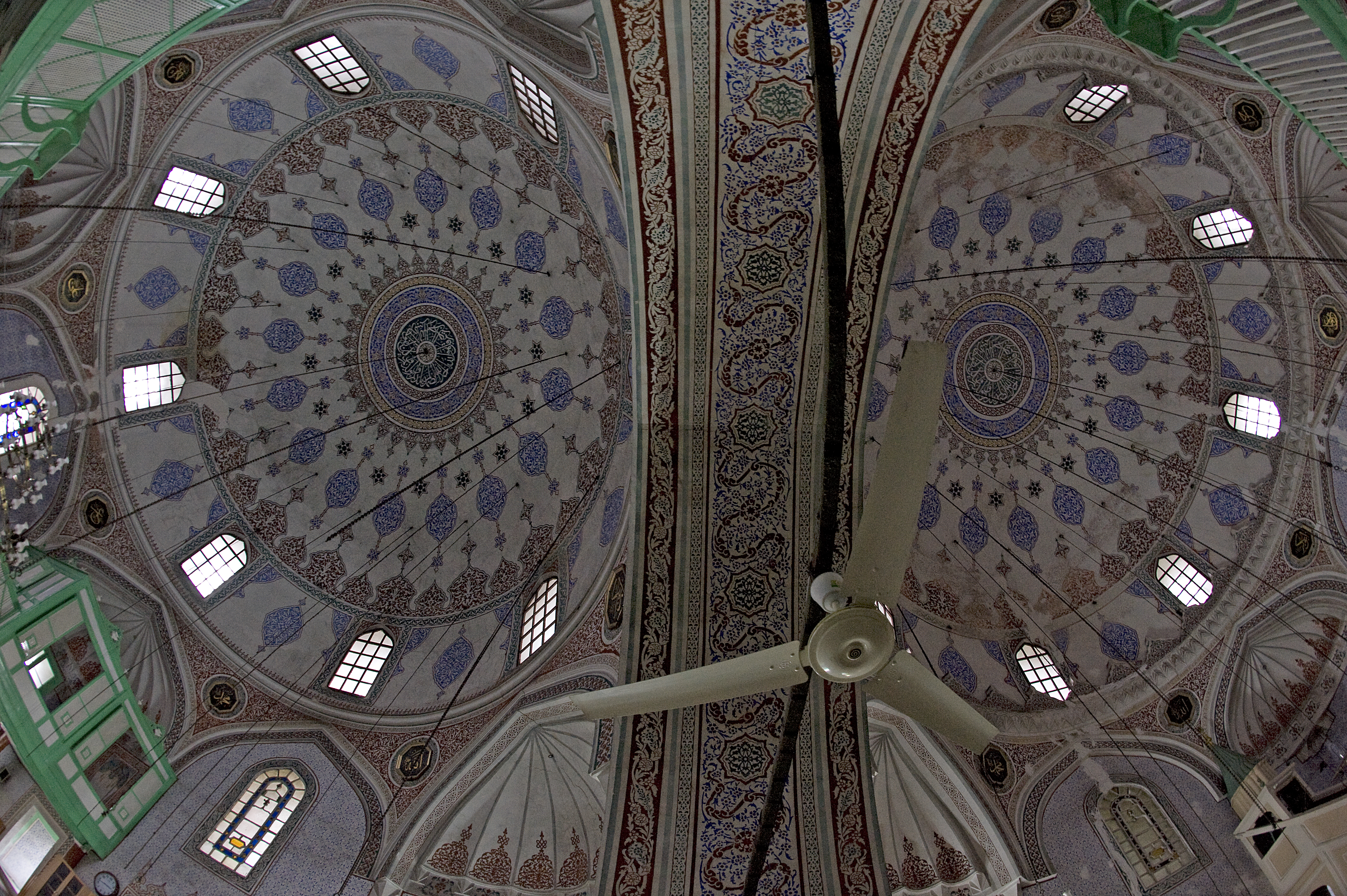
Mesquita Haseki, primera i segona cúpules
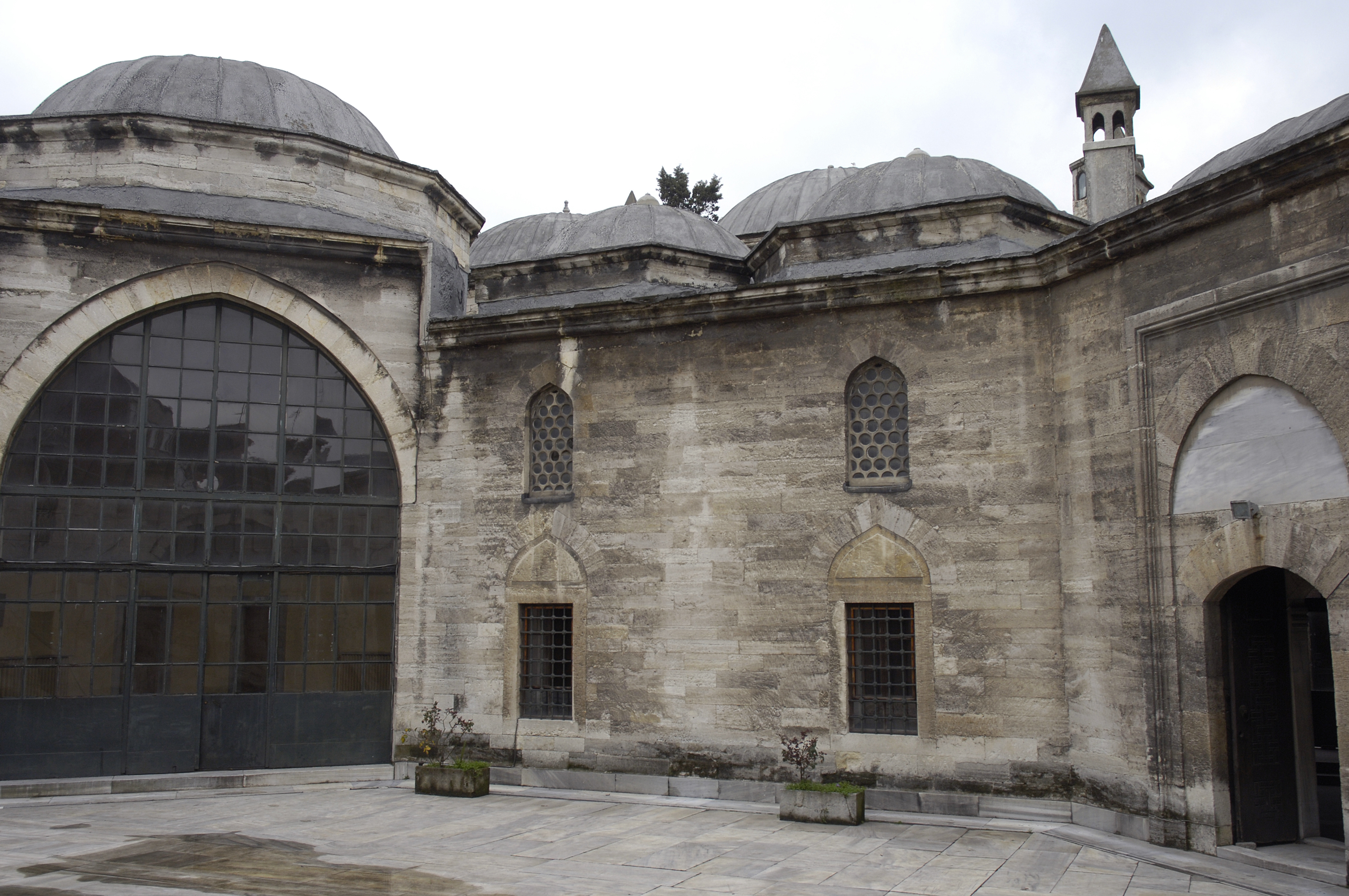
Entrada a alguns edificis del conjunt Haseki
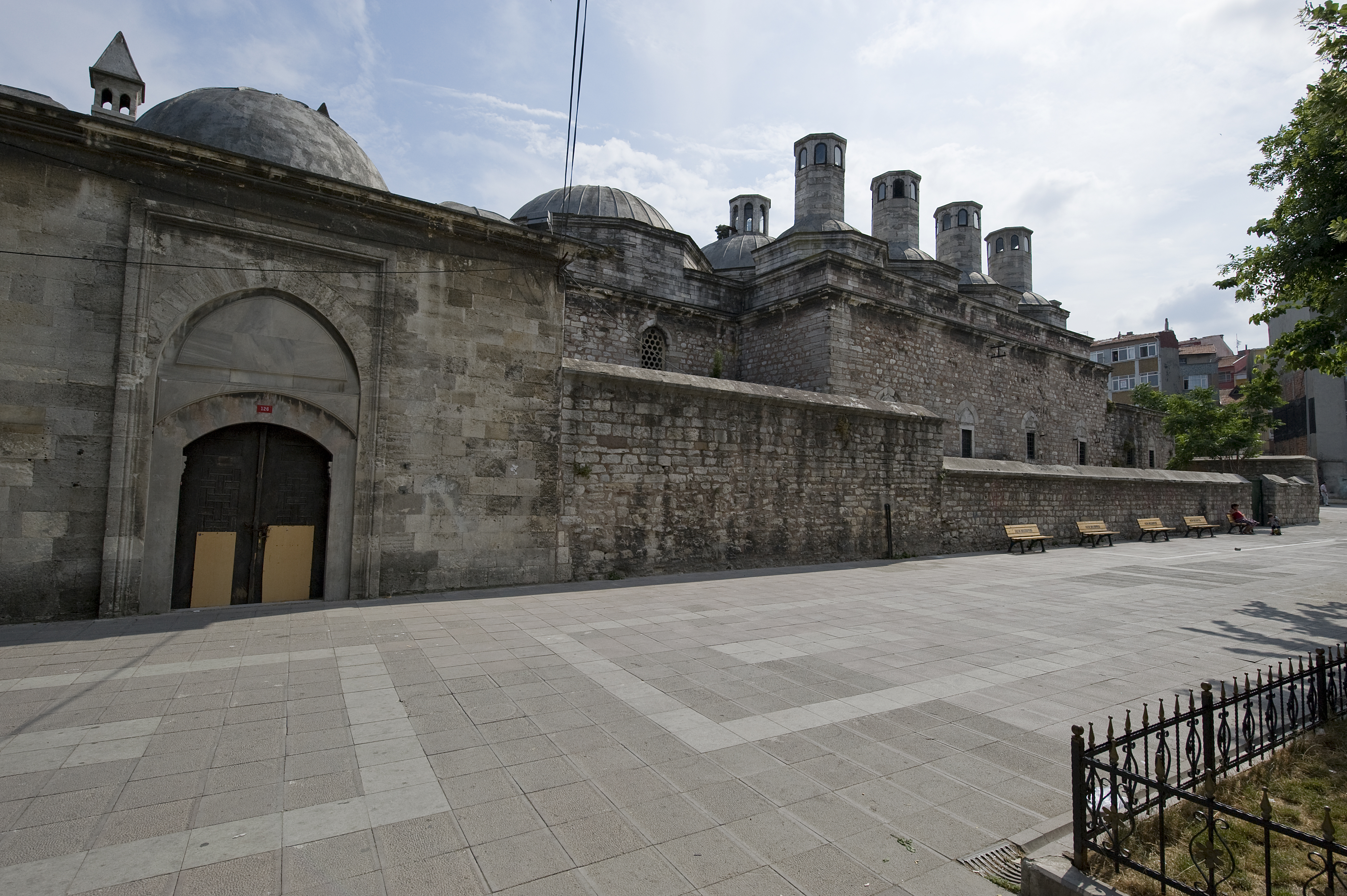
Banda occidental del conjunt Haseki
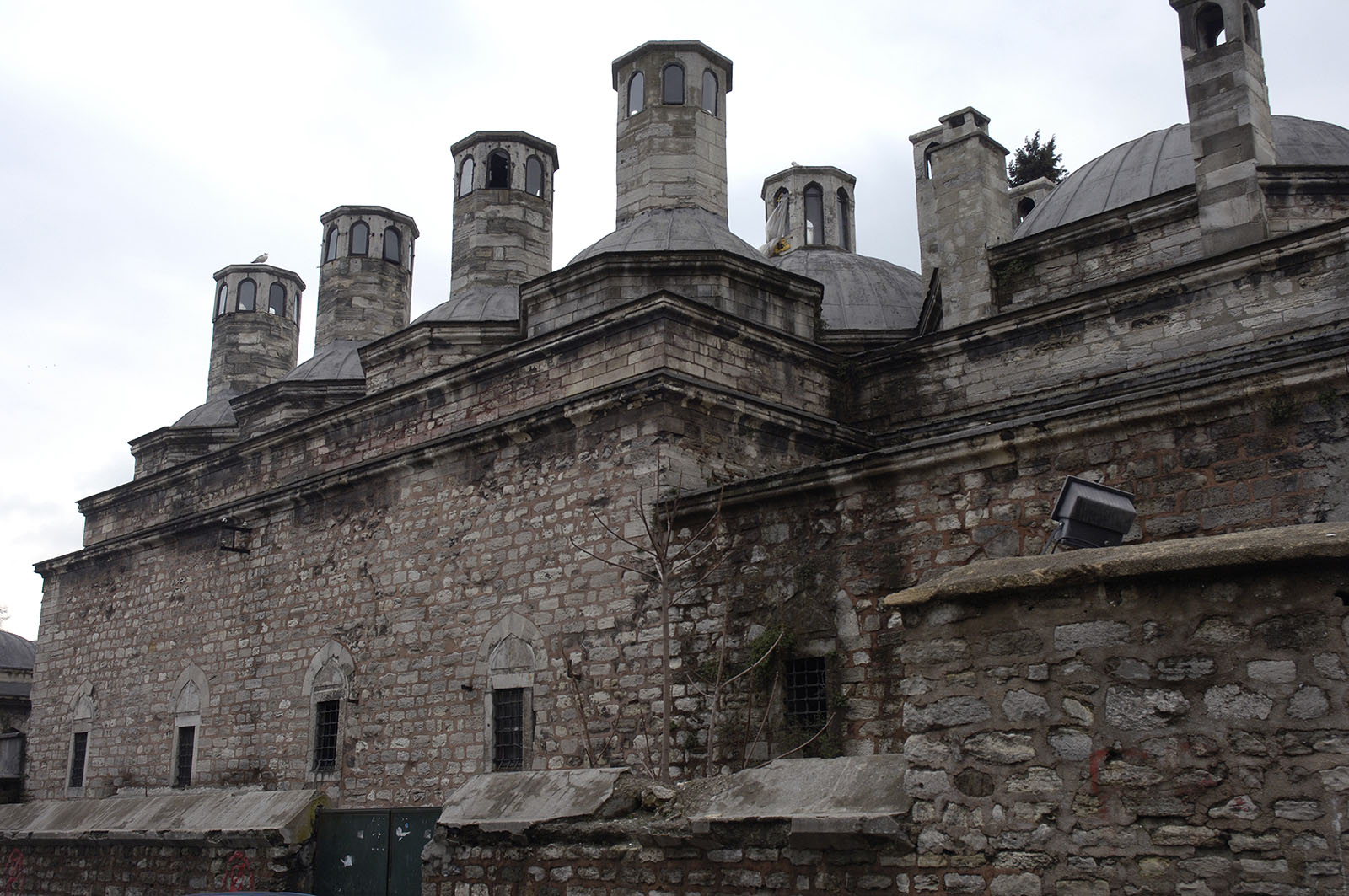
Cuines de l'imaret (menjador comunitari) del conjunt Haseki